# Clubiona governetonis
Clubiona governetonis är en spindelart som beskrevs av Roewer 1928. Clubiona governetonis ingår i släktet Clubiona och familjen säckspindlar. Inga underarter finns listade i Catalogue of Life.